# Éric Zemmour
Éric Zemmour ([eʁik zemuʁ]; * 31. srpen 1958, Montreuil) je francouzský novinář a spisovatel. Je znám pro své krajně pravicové názory i ostrou kritiku islámu. V prosinci 2021 se stal předsedou strany Reconquête.

## Život a dílo
Narodil se do rodiny berberských židů, kteří se přistěhovali do Francie z Alžírska.
Média o něm spekulovala jako o možném kandidátovi francouzských prezidentských voleb v roce 2022; v některých průzkumech veřejného mínění předběhl šéfku Národního sdružení (RN) Marine Le Penovou. Dne 30. listopadu 2021 oznámil, že bude kandidovat na prezidenta Francie. Po opadající podpoře v průzkumech na přelomu roku 2021 a 2022 začínal v únoru opět posilovat. Tento trend se zlomil po ruské invazi na Ukrajinu 24. února. Zemmoura, podobně jako Le Penovou, poškodil jejich předchozí pozitivní vztah k Vladimiru Putinovi a současnému prezidentu Macronovi naopak pomohl jeho státnický postoj.
Profesor marketingu David Dubois se domnívá, že se Zemmour zaměřuje na atraktivní témata (migrace a kriminalita) a pojímá je tak, aby virálně (s razancí laviny, na internetu i sociálních sítích) šířila jeho názory; sám sebe pak Zemmour prezentuje jako »obránce tradiční Francie«. Velkou popularitu si získal mezi mladými; na setkáních s veřejností (oficiálně jde o »turné k prezentaci nové knihy«) stojí u pódia mladí lidé v tričkách s nápisem »Génération Z«, takto názvem skupiny mladých dobrovolníků, podporujících Zemmoura.

### Islám ve Francii
Jeho jméno bylo dáváno např. britským deníkem The Daily Telegraph do souvislosti s literáty Michelem Houellebecqem a jeho románem Soumission [sumisjɔ̃], či kritikem Renaudem Camusem, kteří taktéž tvrdí, že francouzská národní identita byla nevratně zničena masovým přistěhovalectvím a zdejším nárůstem islámu.
Ve své knize Le suicide français (Francouzská sebevražda) hovoří o tom, že za problémy Francouzů mohou převážně imigranti.

## Citát
O boji s islámem sarkasticky uvedl:
„Chceme-li prý teroristy zasáhnout, je nutno bombardovat bruselský Molenbeek a ne Rakku v daleké Sýrii.“